# Долгушев, Семён Евгеньевич
Семён Евге́ньевич До́лгушев (род. 26 апреля 1989, Челябинск) — российский хоккеист. Мастер спорта России.

## Биография
Воспитанник хоккейной школы челябинского «Трактора», в «дубле» которого дебютировал в 2004 году в Первой лиге российского чемпионата. По ходу сезона 2007/2008 перешёл в дубль орского «Южного Урала», а в сезоне 2008/2009 представлял дубль оренбургского клуба «Газпром-ОГУ», также выступавшие в Первой лиге. В том же сезоне в составе швейцарского клуба второй любительской лиги Регио «Сарин-Фрибур» сыграл в 13 матчах.
В сезоне 2009/2010, в период разделения «Крыльев Советов» на ПХК «Крылья Советов» и МХК «Крылья Советов», в составе второго в Молодёжной хоккейной лиге (МХЛ) сыграл в 17 матчах, 28 октября 2009 года был отозван из его заявки и продолжил сезон в оренбургском клубе ОГИМ в Первой лиге.
В сезоне 2010/2011 сначала представлял кирово-чепецкую «Олимпию» (МХЛ), 1 ноября 2010 года перешёл в клуб «Казахмыс» Сатпаев, выступающий в казахстанском чемпионате. В сезоне 2011/2012 продолжил выступать в чемпионате Казахстана в составе клуба «Алматы», завершил сезон и свою профессиональную карьеру в северском «Янтаре» в Российской хоккейной лиге.
Победитель I зимней Спартакиады молодёжи в составе сборной Уральского федерального округа.
В 2011 году окончил Уральский государственный университет физической культуры.

## Статистика
| Легенда | Легенда                    | Легенда | Легенда                   | Легенда | Легенда    |
| ------- | -------------------------- | ------- | ------------------------- | ------- | ---------- |
| И       | Количество проведённых игр | Штр     | Штрафное время            | +/−     | Плюс-минус |
| Г       | Голы                       | П       | Голевые передачи          | О       | Очки       |
| -       | Статистика неизвестна      | —       | Статистика не учитывалась |         |            |